# Peponium cienkowskii
Peponium cienkowskii är en gurkväxtart som först beskrevs av Georg August Schweinfurth, och fick sitt nu gällande namn av Adolf Engler. Peponium cienkowskii ingår i släktet Peponium och familjen gurkväxter. Inga underarter finns listade i Catalogue of Life.